# Oaklee Pendergast
Oaklee Pendergast (Londra, 24 giugno 2004) è un attore britannico.

## Carriera
Ha debuttato come attore nel 2008, apparendo in un episodio di EastEnders nel ruolo di Felix Stewart. Nel 2012 è apparso in due episodi di Casualty. Nello stesso anno ha debuttato al cinema, con il ruolo di Simon Bennett, in The Impossible. Nel 2014, ha una parte importante nel film L'angelo della morte.
Dal 2016 ha lavorato in numerose serie televisive, come Camping, Marcella e Home.

## Filmografia

### Cinema
- The Impossible, regia di Juan Antonio Bayona (2012)
- La metamorfosi del male (Wer), regia di William Brent Bell (2013)
- L'angelo della morte (The Woman in Black: Angel of Death), regia di Tom Harper (2014)

### Televisione
- EastEnders – serie TV, un episodio (2008)
- Casualty – serie TV, 2 episodi (2012)
- Camping – serie TV, 6 episodi (2016)
- The Missing – serie TV, un episodio (2016)
- Marcella – serie TV, 4 episodi (2018)
- The Feed – serie TV, 2 episodi (2019)
- Home – serie TV, 12 episodi (2019-2020)
- Masters of the Air – serie TV, 3 episodi (2024)

## Riconoscimenti
- St. Louis Film Critics Association
  - 2012 – Miglior performance per The Impossible.
- Young Artist Awards
  - 2013 – Candidatura per la miglior performance di un giovane attore non protagonista per The Impossible.

## Doppiatori italiani
Nelle versioni in italiano delle opere in cui ha recitato, Oaklee Pendergast è stato doppiato da:
- Arlena Chevalier in The Impossible
- Lorenzo D'Agata in L'angelo della morte
- Diego Follega in Marcella